# Crianza con marionetas

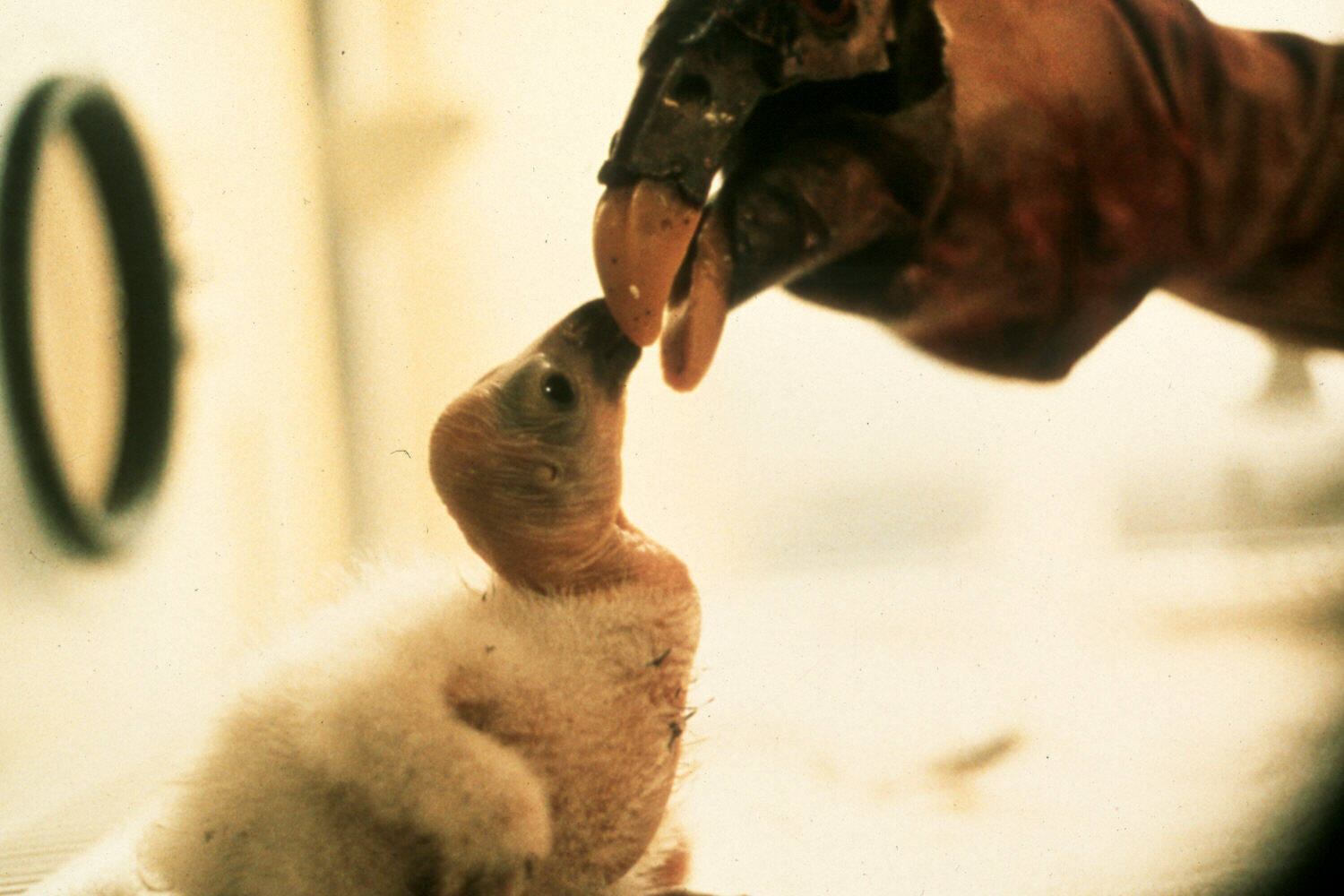
Alimentación con marionetas de un polluelo de cóndor de California en cautividad.

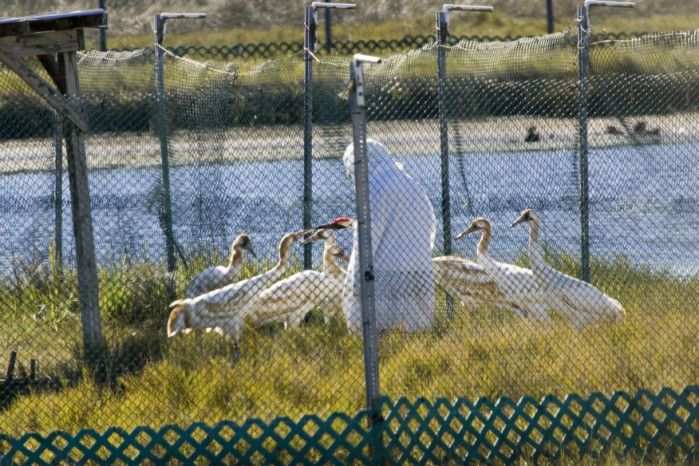
Alimentación de grullas trompeteras juveniles.

La crianza con marionetas es un método de cría en cautividad de aves para su reintroducción en la naturaleza que consiste en alimentar a polluelos con marionetas que simulan adultos de su especie para evitar el contacto directo con seres humanos.
A través de la impronta, las aves asocian las primeras imágenes de cuidados con sus padres. En la incubación artificial de huevos o en polluelos huérfanos es necesario alimentarlos a mano mientras no lo puedan hacer por sí mismos. Por ello, se utilizan marionetas para garantizar que las aves puedan ser liberadas posteriormente, al haber generado vínculos con su propia especie y manteniéndose desconfiadas del ser humano.